# Гагино (Рязанская область)
Гагино — деревня в Пронском районе Рязанской области. Входит в Тырновское сельское поселение

## География
Находится в юго-западной части Рязанской области на расстоянии приблизительно 16 км на север по прямой от районного центра города Пронск.

## История
Первое упоминание в письменных источниках относится к 1897 году. Название дано по фамилии бывшего владельца.

## Население
Численность населения: 5 человек (1897 год), 15 в 2002 году (русские 199 %), 6 в 2010.